# Rood guichelheil
Rood guichelheil (Anagallis arvensis subsp. arvensis) is een plant uit de sleutelbloemfamilie (Primulaceae). Het is een van de weinige planten uit Noord-Europa die scharlakenrode bloemen heeft.

## Beschrijving
Het plantje groeit op akkers en langs paden en bereikt een hoogte tussen de zes en dertig cm. De stengels zijn liggend of opstijgend.
De bladeren zijn eirond, zittend en tegenoverstaand met aan de onderzijde zwarte klierpuntjes. Soms zijn er kransen van drie blaadjes.
De bloemen zijn scharlakenrood of soms rozerood. Er zijn vijf kroonblaadjes. Deze hebben aan de basis een paarse vlek en zijn min of meer rond aan de top. Er zijn vijf lancetvormige kelkblaadjes. De bloemen staan open tussen ongeveer acht uur 's morgens en drie uur 's middags. Bij bewolkt weer blijft de plant gesloten. De langgesteelde bloemen zijn alleenstaand. De plant bloeit van mei tot oktober en is eenjarig.
Rood guichelheil heeft een doosvrucht die zich met een deksel opent.

## Rood guichelheil in de literatuur
De roman en de persoon The Scarlet Pimpernel zijn genoemd naar het plantje, dat in het Engels scarlet pimpernel heet.